# Carla Marangoni
Carla Marangoni (geboren 13. November 1915 in Pavia; gestorben 18. Januar 2018 ebenda) war eine italienische Turnerin.   

## Leben
Marangoni nahm an den Olympischen Spielen 1928 in Amsterdam teil, wo sie im Team der italienischen Turnerinnen die Silbermedaille im Mannschaftsmehrkampf errang. Bei ihrer Rückkehr nach Italien erhielt jede der zwölf Turnerinnen, die alle aus der Provinz Pavia stammten, als Anerkennung ein Paar Plastikturnschuhe und ein Sparkonto mit 100 Lire. Marangoni war eine der ersten Frauen, die in Italien den Führerschein machten.
Sie erreichte ein Alter von 102 Jahren und war die letzte noch lebende Teilnehmerin der Olympischen Spiele von 1928.